# Ісаївська волость
Ісаївська волость — історична адміністративно-територіальна одиниця Ананьївського повіту Херсонської губернії.
Станом на 1886 рік складалася з 10 поселень, 10 сільських громад. Населення — 5694 особи (2932 чоловічої статі та 2762 — жіночої), 573 дворових господарства.
|                     | Площа, десятин | У тому числі орної, дес. |
| ------------------- | -------------- | ------------------------ |
| Сільських громад    | 3389           | 3340                     |
| Приватної власності | 42775          | 14640                    |
| Казенної власності  | —              | —                        |
| Іншої власності     | 72             | 70                       |
| Загалом             | 46236          | 18050                    |

Найбільші поселення волості:
- Ісаєве — колишнє власницьке село при річці Тилігул за 45 верст від повітового міста, 510 осіб, 109 дворів, православна церква, школа, земська станція, лавка. За 3 версти — православна церква, єврейський молитовний будинок, 11 лавок, 8 винних погребів, постоялий двір, базари через 2 неділі.
- Скосарівка — колишнє власницьке село при річці Тилігул, 259 осіб, 40 дворів, лавка.
- Чорний Кут — колишнє власницьке село при річці Тилігул, 629 особи, 100 дворів, лавка.